# Роузмонт (Калифорнија)
Роузмонт (енгл. Rosemont) насељено је место без административног статуса у америчкој савезној држави Калифорнија.

## Демографија
По попису из 2010. године број становника је 22.681, што је 223 (-1,0%) становника мање него 2000. године.
| Група             | 2000.          | 2010.          |
| Белци             | 13.531 (59,1%) | 11.608 (51,2%) |
| Афроамериканци    | 2.496 (10,9%)  | 2.720 (12,0%)  |
| Азијати           | 2.559 (11,2%)  | 2.419 (10,7%)  |
| Хиспаноамериканци | 3.023 (13,2%)  | 4.587 (20,2%)  |
| Укупно            | 22.904         | 22.681         |